# حزب الشعب الباكستاني (شهيد بوتو)
حزب الشعب الباكستاني (شهيد بوتو) هو حزب سياسي في باكستان وواحد من ثلاثة فصائل منشقة عن حزب الشعب الباكستاني. ترأس الحزب حالياً غنوة بوتو أرملة مرتضى بوتو.
في ديسمبر 2012 ذكرت غنوة بوتو أن ابنة زوجها فاطمة بوتو ستتنافس في الانتخابات العامة لعام 2013 للحصول على مقعد في المجلس الوطني الباكستاني نيابة عن حزب الشعب الباكستاني (شهيد بوتو). حاليًا استولت حركة الإنصاف الباكستانية على كوادر الحزب القديمة.

## وصلات خارجية
- الموقع الرسمي لحزب الشعب الباكستاني (شهيد بوتو)
- الموقع الإقليمي لحزب الشعب الباكستاني (شهيد بوتو)
- الملف الشخصي للحزب على Elections.com.pk